# Rachel Carson
Rachel Louise Carson (n. 27 mai 1907, Springdale, Pennsylvania – d. 14 aprilie 1964, Silver Spring, Maryland) a fost o biologă, zoologă și jurnalistă americană. Carson este în același timp autoarea unor cărți dintre care  „Silent Spring“ (Primăvară tăcută/mută) publicată în anul 1962 este opera cea mai importantă, ea fiind una dintre principalele lucrări din secolul XX utilizate de membrii organizațiilor de protejarea naturii și mediului înconjurător.

## Biografie
Rachel Carson a început cariera în ramura biologiei la „U.S. Bureau of Fisheries”. Primul succes ca autoare a fost atins în anul 1951 cu lucrarea „The Sea Around Us“ (Minunile mării) care a fost obținut în anul următor premiile  „National Book Award” și  medalia „ John Burroughs Medal”. Cărțile ei următoare „The Edge of the Sea“ (La marginea mareelor) ca și „Under the Sea-Wind“ (Sub briza mării) au fost la fel printre cărțile cele mai căutate ale anului. După această trilogie urmează a fost trezit interesul public pentru natură. In anul 1962 apare lucrarea ei cea mai cunoscută Silent Spring (Primăvară tăcută, în limba română) în care sunt descrise în mod riguros efectul pesticidelor în sistemul ecologic. Cartea a declanșat în SUA dezbateri politice aprinse, care au dus în final la interzicerea folosirii DDT -ului. In anul 1980 Rachel Carson este decorată postmortem cu „Presidential Medal of Freedom” care este cea mai înaltă distincție americană acordată unei persoane civile.

## Legături externe
- de Rachel Carson în Catalogul Bibliotecii Naționale a Germaniei (Informații despre Rachel Carson • PICA • Căutare pe site-ul Apper)
- Ira Spieker: Rachel Carson – biologă, scriitoare. Arhivat în 28 septembrie 2009, la Wayback Machine. (PDF)
- de  Charlotte Kerner: Lumea pustiită. (Un portret Carson în revista germană ZEIT (Timpul) 22/2007 cu ocazia aniverării de 100 de ani de la naștere)
- Rachel Carson papers Arhivat în 25 februarie 2008, la Wayback Machine. – Web site-ul "Yale University Library" - Despre Rachel Carson
- RachelCarson.org – Website dedicat lui Rachel Carsons cu o biografie de Linda Lear
- Carson - Articol Arhivat în 12 mai 2009, la Wayback Machine. din revista Time
- Primavara muta, 17 august 2007, Sonia Cristina Stan, Ziarul de Duminică

## Organizații continuatoare a ideilor lui Carson
- The Rachel Carson Homestead
- Silent Spring Institute
- Rachel Carson Trails Conservancy
- Rachel Carson Institute Arhivat în 21 iunie 2009, la Wayback Machine.